# Павлов, Виталий Сергеевич
Вита́лий Серге́евич Па́влов (укр. Віталій Сергійович Павлов; род. 25 июня 1988, Кривой Рог, Днепропетровская область) — украинский футболист, полузащитник

## Биография
Воспитанник криворожского «Кривбасса». В 2007 году попал в дубль «Кривбасса». В основе «Кривбасса» дебютировал 17 июня 2007 года в матче против ФК «Харьков» (2:0). Всего за «Кривбасс» провёл 3 матча в чемпионате Украины и 1 матч в Кубке Украины. За дубль провёл 53 матча и забил 1 гол. Летом 2009 года перешёл в иванофранковское «Прикарпатье». Но вскоре оказался в любительском клубе «Мир» из Горностаевки. После перешёл в криворожский «Горняк». В этой команде на протяжении 6 сезонов был основным игрокомб сыграл более 140 матчей и выходил из второй лиги в первую. После расформирования криворожского клуба перешёл в МФК «Николаев», в составе которого в сезоне 2016/17 сыграл в полуфинале Кубка Украины.